# Thomas Savage (moordenaar)
Thomas Savage (Londen, ca. 1651 – aldaar, 1868) was een jonge Britse roofmoordenaar die zich in de weken voor zijn terechtstelling tot het christendom bekeerde.

## Moord, roof en veroordeling
Op 28 oktober 1668 bracht Thomas Savage een dienstmeisje in Ratcliff met een hamer om het leven. Daarna roofde hij het geld van zijn leermeester Collins, die herbergier en wijnhandelaar was. Hij werd tot deze daden aangezet door een prostituee, Hannah Blay. Na enkele dagen werd hij echter opgepakt in Woolwich en gevangengezet in de Newgate-gevangenis in Londen. Voor de moord op dit dienstmeisje werd Savage veroordeeld en gestraft met dood door ophanging.

## Periode tussen arrestatie en terechtstelling
In de periode tussen de arrestatie en de terechtstelling werd Savage in de Newgate-gevangenis bezocht door een vijftal puriteinse predikanten, te weten Robert Franklin, Thomas Vincent, Thomas Doolittle, James Janeway en Hugh Baker. Zij hebben zijn geschiedenis te boek gesteld, inclusief de bijzondere wijze waarop hij in de gevangenis christen werd: Savage heeft meerdere malen, zowel in de gevangenis als bij zijn terechtstelling, openlijk getuigd zijn leven te leggen in de handen van Jezus Christus.

## Terechtstelling
Savage werd, inmiddels zeventien jaar oud geworden, in Ratcliff opgehangen. Na zijn (vermeende) dood kwam hij echter weer bij, ademde zwaar en rochelde. Ook deed hij zijn ogen open, maar hij was niet meer tot spreken in staat. De gerechtsdienaars gaven opdracht hem voor de tweede keer op te hangen. Dit werd zijn definitieve dood. Thomas Savage werd begraven in Islington.